# بنجامين كليمنت
بنجامين كليمنت (بالفرنسية: Benjamin Clément)‏ (10 ديسمبر 1966 باريس فرنسا - ) هو لاعب كرة قدم فرنسي يلعب كمهاجم.

## روابط خارجية
- بنجامين كليمنت على موقع قاعدة بيانات كرة القدم.إي يو (الإنجليزية)
- بنجامين كليمنت على موقع Soccerway.com (الإنجليزية)
- بنجامين كليمنت على موقع عالم كرة القدم.نت (الإنجليزية)
- بنجامين كليمنت على موقع GSA (الإنجليزية)